# Horhausen, Altenkirchen
Horhausen là một đô thị thuộc huyện Altenkirchen, trong bang Rheinland-Pfalz, phía tây nước Đức. Đô thị Horhausen, Altenkirchen có diện tích 4,72 km², dân số thời điểm ngày 31 tháng 12 năm 2006 là 1885 người.